# 第一意大利军团
第一意大利军团（英語：Legio I Italica）古罗马军队建制名称。由尼禄于公元66年建立，存在至公元5世纪前后。长期作用于古罗马不同之历史时期并曾随图拉真出征多瑙河流域，具有重要地影响与积极意义。